# Odón III de Borgoña
Odón III de Borgoña o Eudes, en francés (1166-Lyon, 6 de julio de 1218) fue un noble francés y duque de Borgoña desde 1192 hasta 1218, hijo de Hugo III y de Alicia de Lorena.

## Biografía
En 1181, su padre, en lucha contra Felipe II Augusto, le encargó defender Châtillon, sin embargo el monarca le derrotó.
En 1203, renuncia a la reivindicación que realizaba sobre el Ducado de Lorena. Odón III fue el primer duque de Borgoña en obtener el título de par de Francia. Odón III participó en las cruzadas albigenses (1209).
Odón comandó el ala derecha (compuesta de caballeros champenois y borgoñones) del ejército de Felipe II Augusto, en la batalla de Bouvines (27 de julio de 1214).
En 1218, partió a combatir en Tierra Santa en la quinta cruzada, pero murió en el camino.

## Matrimonios
Se casó en 1193 con la infanta Matilde de Portugal (1156-1218), viuda de Felipe de Alsacia, hija de Alfonso I Enríquez y de Mafalda de Saboya, a la que repudia en 1195. 
Nuevamente se casó en 1199 con Alicia de Vergy, hija de Hugo, señor de Vergy, y de Gillette de Trainel, de esta unión nacieron:
- Juana (1200-1223), casada con Raúl II de Lusignan (m. 1250), señor de Issoudun y conde de Eu;
- Alicia' (1204-1266), casada con Roberto I (m. 1262), conde de Clermont y delfín de Auvernia;
- Hugo (1213-1272), duque de Borgoña con el nombre de Hugo IV;
- Beatriz (n. 1216), casada con Humberto III de Thoire (m. 1279).